# Kang Song-il
Kang Song-il (kor. 강성일; * 27. Juli 1994) ist ein nordkoreanischer Skirennläufer. 

## Karriere
Kang Song-il gab sein internationales Renndebüt am 5. März 2010 bei einem Juniorenrennen in Almaty. 
Sein erstes internationales Großereignis bestritt er bei den Olympischen Winterspielen 2018 in Pyeongchang. Dort war sein bestes Ergebnis der 74. Rang im Riesenslalom. Seitdem ist er als Rennläufer nicht mehr in Erscheinung getreten.

## Erfolge

### Olympische Winterspiele
- Pyeongchang 2018: 74. Riesenslalom, DNF Slalom